# تپه کیلی یدا بلاغی ۱
تپه کیلی یدا بلاغی ۱ مربوط به دوران‌های تاریخی پس از اسلام است و در شهرستان بوئین‌زهرا، بخش آوج، روستای نیریج واقع شده و این اثر در تاریخ ۱۰ مهر ۱۳۸۰ با شمارهٔ ثبت ۴۰۹۱ به‌عنوان یکی از آثار ملی ایران به ثبت رسیده است.